# Catrimani
Catrimani foi um município brasileiro, do extinto Território Federal do Rio Branco.

## Histórico
O município foi criado junto com o Território do Rio Branco, em 1943 e, junto ao município de Boa Vista, formava os dois municípios existentes.
Seu território foi composto, em 1944, por desmembramento do município da Moura, do Amazonas, de onde se emancipou o território.